# Andreu Amat i Esteve
Andreu Amat i Esteve (Tarragona, Tarragonès, 1827 — Barcelona, Barcelonès, 1875) va ser un comediògraf català.
Va escriure, sovint inspirant-se en temes d'arrel popular, entremesos i peces curtes per als teatres públics i per als d'ombres xineses, almenys en part editats, anònimament o, a partir del 1862, amb les inicials del seu nom i cognoms, i, alguna vegada, amb el nom i el primer cognom.
Li'n són atribuïbles set, dels quals són de destacar, Don Policarpio i lo pare rapatani i la mare vanitosa, Lo casat qui tractant criades viu de coses regalades, Saragates de veïns inconseqüents, L'advocat o lo pagès que pretén plet i, sobretot, el Sainete (o Entremès) dels estudiants que ixen de pena per a atipar-se a costa ajena, en què palesa, més que en cap altre, habilitat escènica i desimboltura per a resoldre situacions i dibuixar personatges.